# Grand Prix automobile de Belgique

Le Grand Prix de Belgique est une course automobile qui fait partie du championnat du monde de Formule 1. Cette course s'est disputée au cours de l'histoire sur cinq circuits différents : le circuit d'Anseremme-Dinant, le circuit de Nivelles, le circuit de Zolder, le circuit du bois de la Cambre, le plus célèbre et le plus utilisé de tous étant le circuit de Spa-Francorchamps. Ce dernier a eu deux versions, la première jusqu'en 1970 et la seconde sous une forme modifiée et raccourcie après 1983. Ce circuit est considéré comme une des plus belles épreuves de la saison par les pilotes et les spectateurs.
Depuis 1922, aucun pilote ou constructeur belge n'a réussi à s'imposer lors du Grand Prix de Belgique.

## Historique
Le premier Grand Prix national belge, ou Coupe du Roi des Belges, se dispute les 20 et 21 juillet 1912, sur deux jours en Formule libre, en totalisant près de 1 160 kilomètres en 17 heures 30 minutes de course. Il est organisé par le Royal Automobile Club de Belgique (RACB), créé en 1898, qui récidive en 1913 (août), puis 1922 (en Sport).
Spa-Francorchamps est utilisé pour la première fois en 1921 et est intégré au championnat du monde de Formule 1 dès sa création en 1950 et jusqu'en 1970, à l'exception de trois années.
Les champions du monde Giuseppe Farina, Alberto Ascari, Juan Manuel Fangio, Jack Brabham, Graham Hill et John Surtees y ont tous remporté des victoires. Le pilote le plus à l'aise sur ce circuit fut Jim Clark qui remporta quatre victoires de 1962 à 1965,alors qu'il disait détester cette piste.
La piste est réputée dangereuse et, en 1960, Alan Stacey et Chris Bristow y trouvent la mort dans des accidents séparés. En 1970, il devient clair que les vitesses excessives atteintes sur le circuit augmentent les risques d'accident : Pedro Rodríguez atteint la vitesse moyenne de 240 km/h et le déplacement du grand Prix sur un autre circuit est décidé. Nivelles, près de Bruxelles, accueille la course en 1972 et 1974 avant de tomber dans l'oubli. En 1973, la course a lieu à Zolder, dans la partie flamande au nord de Liège. Si ce circuit n'est pas comparable à Spa-Francorchamps, il est préférable à celui de Nivelles.
Bien que sa piste se détériore au fil du temps, Zolder accueille le Grand Prix de Belgique de 1975 à 1982. En 1982, Gilles Villeneuve meurt lors d'un accident et, dès l'année suivante, le Grand Prix revient à Francorchamps.
En 1983, après une absence de 13 ans, Spa fait son retour au championnat. Pour ce faire, la piste a été réduite à 6,97 km et supprimant la section la plus dangereuse est remplacée par une piste construite spécialement qui comporte plusieurs virages dont le double gauche de Pouhon.
En 1992, l'Allemand Michael Schumacher remporte sa première victoire, un an seulement après ses débuts sur ce même tracé. En 1994, Schumacher passe en tête sous le drapeau à damier mais est disqualifié à cause d'un fond plat aux dimensions illicites.
En 1998, la pluie tombe abondamment sur le circuit ardennais et provoque au départ un carambolage qui cause la destruction de plus de la moitié des monoplaces (13/22) et conduit à un deuxième départ. Peu après celui-ci, Mika Häkkinen est éliminé au virage de la Source et Damon Hill, sur Jordan Mugen-Honda, est en tête. Michael Schumacher réussit à le dépasser mais s'encastre dans la monoplace de David Coulthard en lui prenant un tour : Hill remporte le Grand Prix, signant avec l'aide de son équipier Ralf Schumacher un doublé historique pour son écurie.
En 2000, le GP est marqué par le dépassement de Mika Häkkinen sur Michael Schumacher, dans la ligne droite menant aux Combes à quatre tours du but : Schumacher dépasse le retardataire Ricardo Zonta par la gauche et Häkkinen opte pour la droite : il parvient ainsi à doubler les deux monoplaces en une seule accélération, à plus de 330 km/h.
En 2001, Michael Schumacher, tout juste auréolé de son quatrième titre mondial, y remporte la 52e victoire de sa carrière, battant le record de succès en Grand Prix d'Alain Prost. L'année suivante, devenu quintuple champion du monde, l'Allemand y conquiert non seulement sa 6e victoire sur le circuit (record de victoires pour le Grand Prix de Belgique), mais également son 10e succès de la saison (nouveau record de victoires lors d'un championnat du monde).
En 2003, la course est annulée pour cause de législation anti-tabac. Grâce à un arrangement, le Grand Prix revient en 2004, remporté par Kimi Räikkönen, sur McLaren-Mercedes, devant Michael Schumacher qui assure son septième et dernier titre de champion du monde de Formule 1.
Le Grand Prix n'est pas inscrit au calendrier 2006 mais au programme du championnat 2007 à la suite de la réalisation de grands travaux d'aménagement au niveau des stands, du virage de la Source et de la chicane de l'arrêt de bus.
En 2007, le Grand Prix change de sponsor : Internationale Nederlanden Groep remplace la bière australienne Foster's. Désormais chez Ferrari, Kimi Räikkönen s'impose, permettant à la Scuderia de remporter son 15e titre de champion du monde des constructeurs.
En 2008, alors que la pluie se met à tomber en fin de la course, Lewis Hamilton tente de dépasser Kimi Räikkönen à la chicane de l'arrêt de bus, mais il manque son freinage et coupe le virage. Le Britannique redonne aussitôt la première place au Finlandais avant de le doubler quelques mètres plus loin, à l'épingle de la Source. Räikkönen part ensuite à la faute avant l'arrêt de bus tandis que Hamilton franchit la ligne d'arrivée en tête. Mais quelques heures après la course, il est déclassé par la FIA qui juge illicite son dépassement sur Räikkönen, la victoire revenant à Felipe Massa. L'autre grand perdant de cette course est Sébastien Bourdais : troisième à l'entame du dernier tour, le Français ne termine que septième, dépassé par plusieurs pilotes qui ont chaussé des pneus pluie alors qu'il était resté en pneus secs.
En 2009, Giancarlo Fisichella crée la surprise en hissant sa modeste Force India en pole position. Le lendemain, il parvient à suivre la cadence de Räikkönen (qui signe la seule victoire de l'année pour Ferrari) et termine deuxième de l'épreuve à moins d'une seconde du Finlandais.
2012 est marqué par un carambolage au premier tour impliquant Lewis Hamilton, Fernando Alonso, Sergio Pérez et Romain Grosjean, condamné à une course de suspension et à 50 000 $ d'amende. Ce carambolage prive par ailleurs Fernando Alonso d'un troisième sacre mondial.
En 2014, un accrochage au deuxième tour implique les deux Mercedes de Nico Rosberg et Lewis Hamilton. Rosberg crevant la roue arrière droite d'Hamilton. Après la course, une réunion de crise se déroule dans le stand Mercedes et Rosberg admettra, à demi-mot, qu'il a volontairement accroché Hamilton. Cet épisode est peut-être l'une des raisons pour lesquelles, à la fin de la saison, Lewis Hamilton sera sacré champion et pas Nico Rosberg.
L'édition 2018 est marquée par un accident spectaculaire au premier virage lorsque Nico Hülkenberg manque son freinage et percute Fernando Alonso ; celui-ci est projeté au-dessus de la monoplace de Charles Leclerc, bien protégé par le Halo, système de protection de tête.
Marquée par l'accident mortel d'Anthoine Hubert, survenu la veille durant la course longue de Formule 2, l'édition 2019 voit la première victoire du Monégasque Charles Leclerc parti de la pole position. Lors du dix-neuvième tour de course, le public ovationne les coureurs en hommage au pilote français qui courait avec le no 19.
Le Grand Prix 2021 devient le plus court de l'histoire de la Formule 1, pour une course qui n'est en fait pas disputée. En effet, un déluge de pluie retarde le départ de plusieurs heures, et elle redouble peu après 18 heures, quand les Formule 1 s'élancent finalement en file indienne derrière la voiture de sécurité. Celle-ci n'effectue que trois tours avant que le drapeau rouge soit brandi, soit juste assez pour attribuer la moitié des points (auteur de la pole position, Max Verstappen est le vainqueur), avec un classement arrêté comme le veut le règlement dans l'avant-dernière boucle, et donc établi sur un seul tour et un peu plus de 3 minutes.

## Circuits utilisés pour les Grands Prix

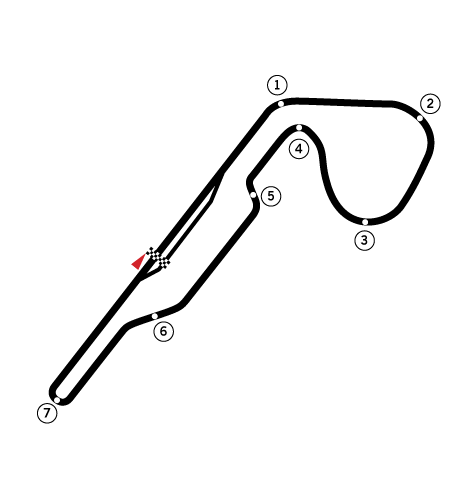
Circuit de Nivelles.
Circuit de Zolder.
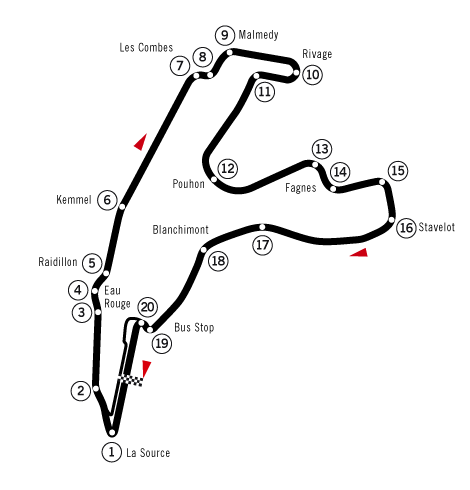
Circuit de Spa-Francorchamps.

### Records du circuit de Spa-Francorchamps
- Pole position : 1 min 40 s 562 par Lando Norris (McLaren) en 2025.
- Meilleur tour en course : 1 min 44 s 861 par Andrea Kimi Antonelli (Mercedes) en 2025

## Palmarès
Les évènements qui ne faisaient pas partie du championnat du monde de Formule 1 sont indiqués par un fond rose ; les évènements qui faisaient partie du championnat d'Europe des pilotes ou du championnat du monde des manufacturiers avant guerre sont indiqués par un fond jaune. Courses Sport en 1913 et 1922 sur fond rose clair.

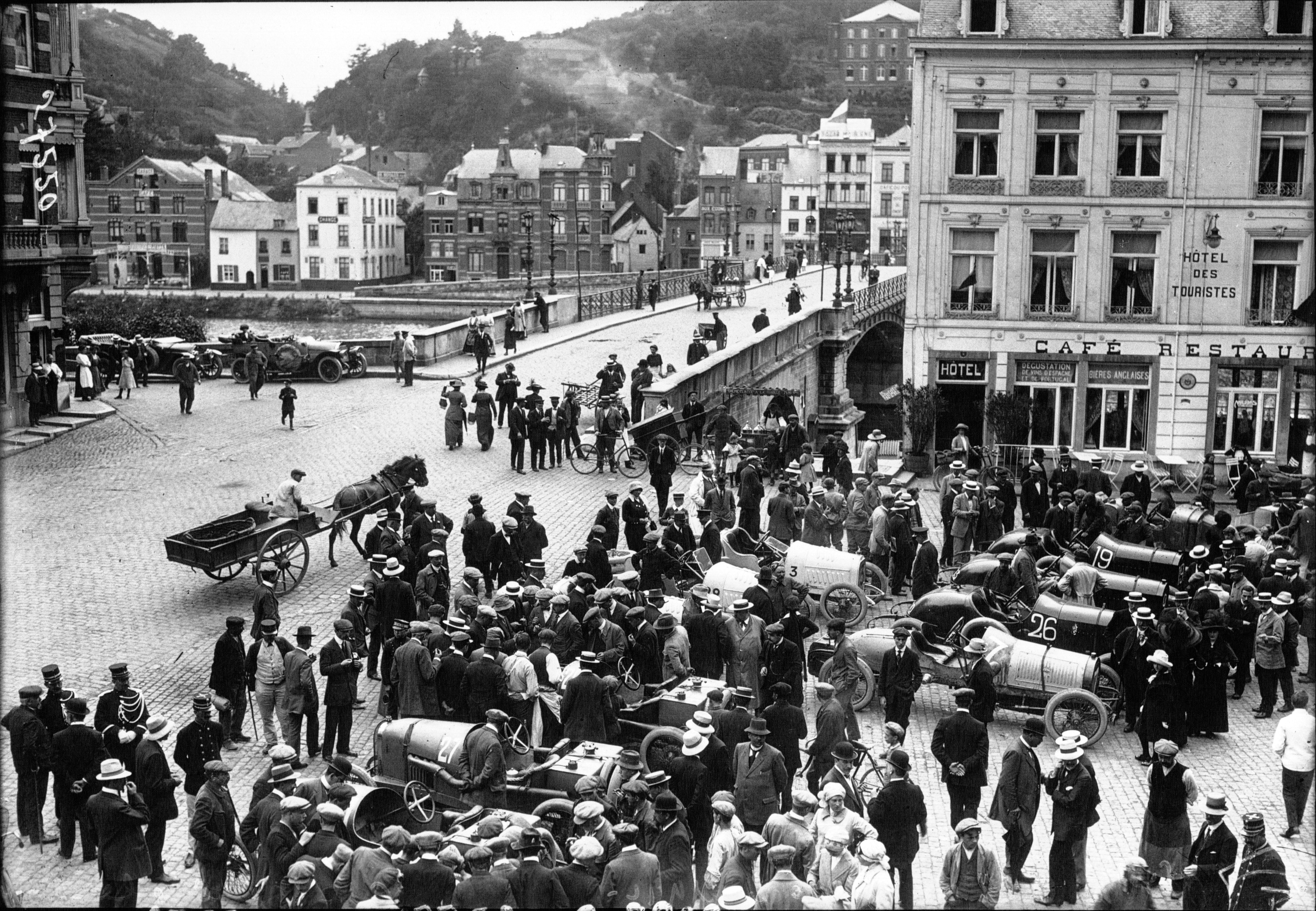
Avant-course du Grand Prix de Belgique 1912.

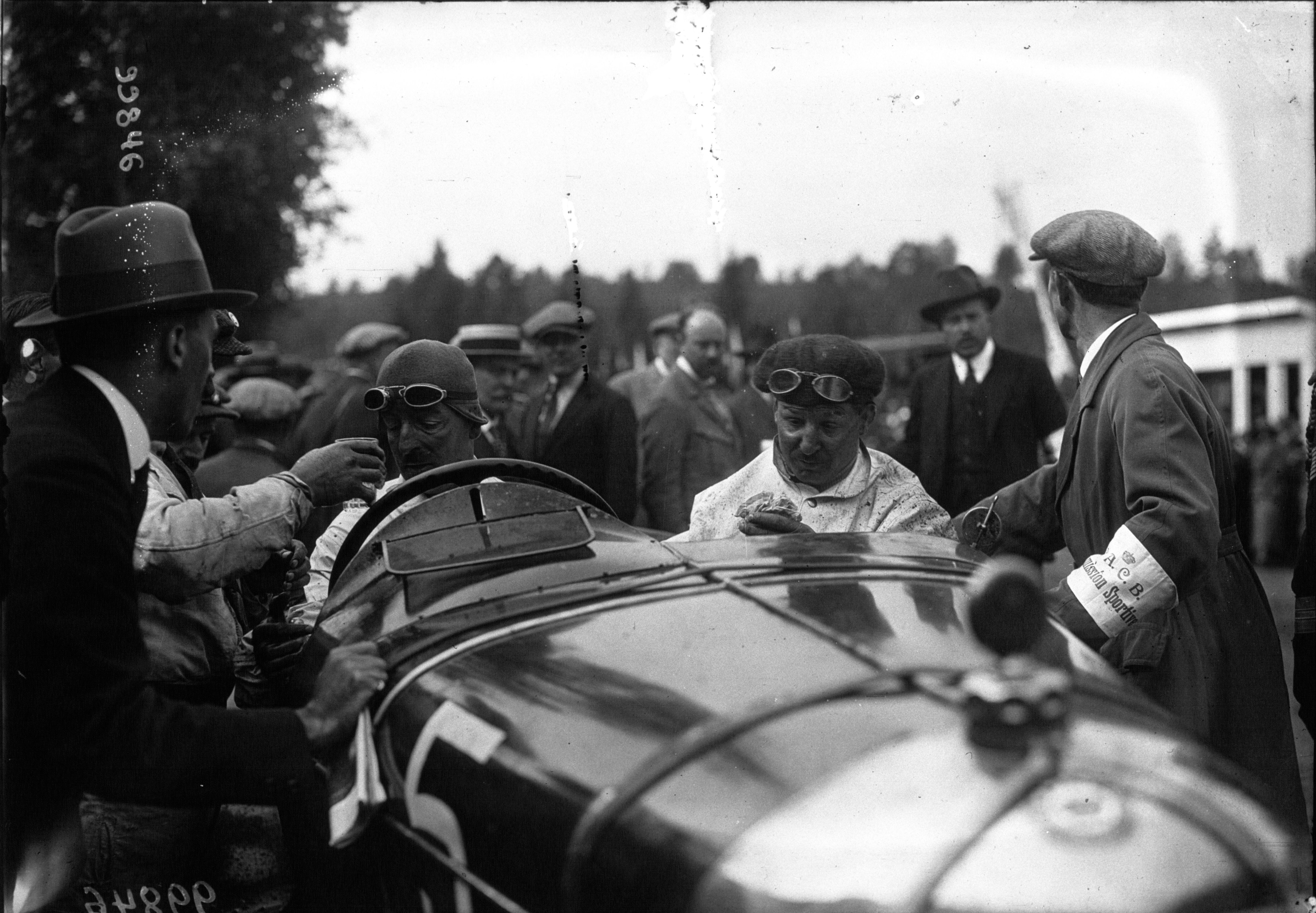
De Tornaco au GP de Belgique 1922.

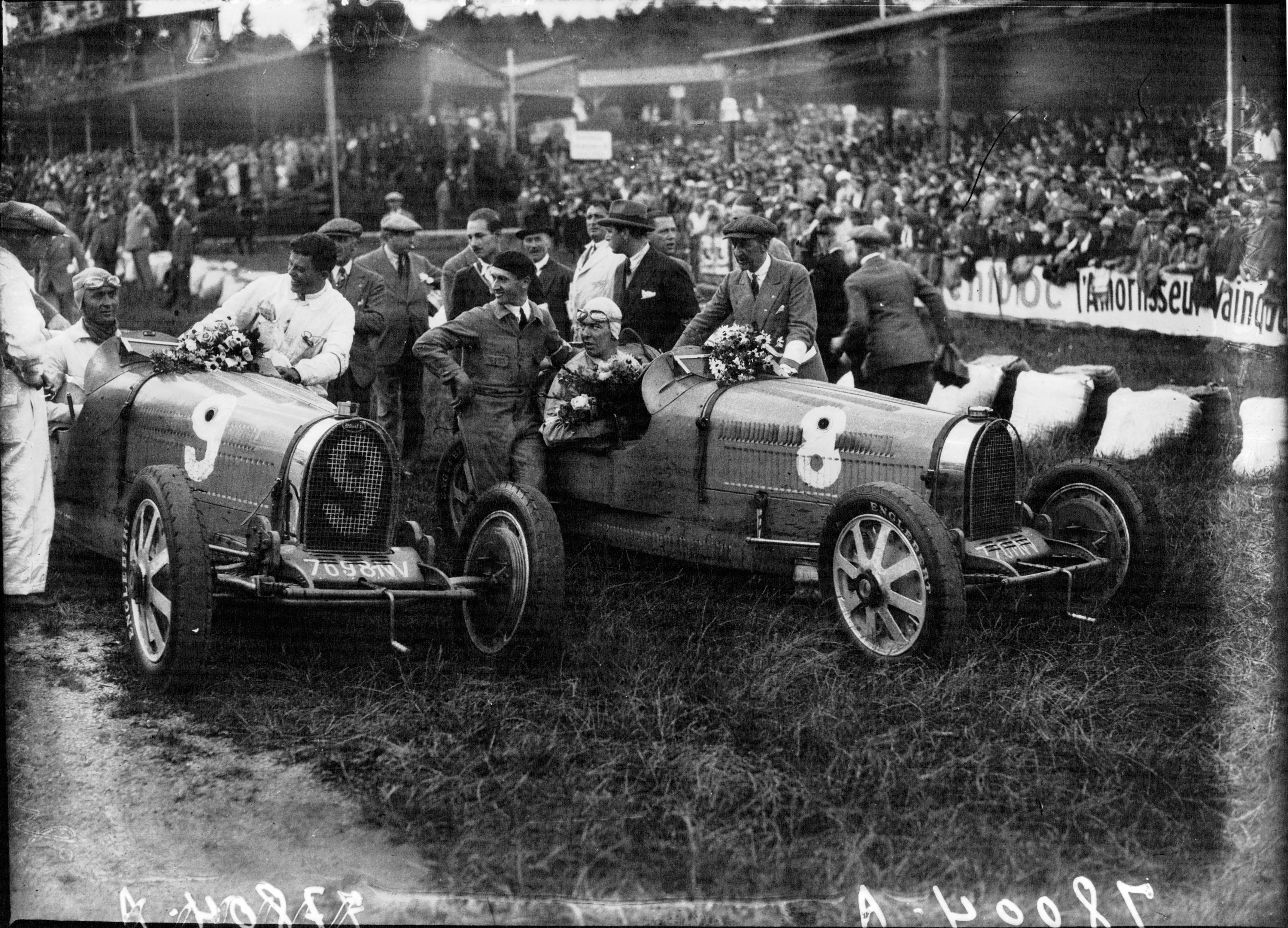
Chiron (à G.) et Bouriat (à D.), en 1930.

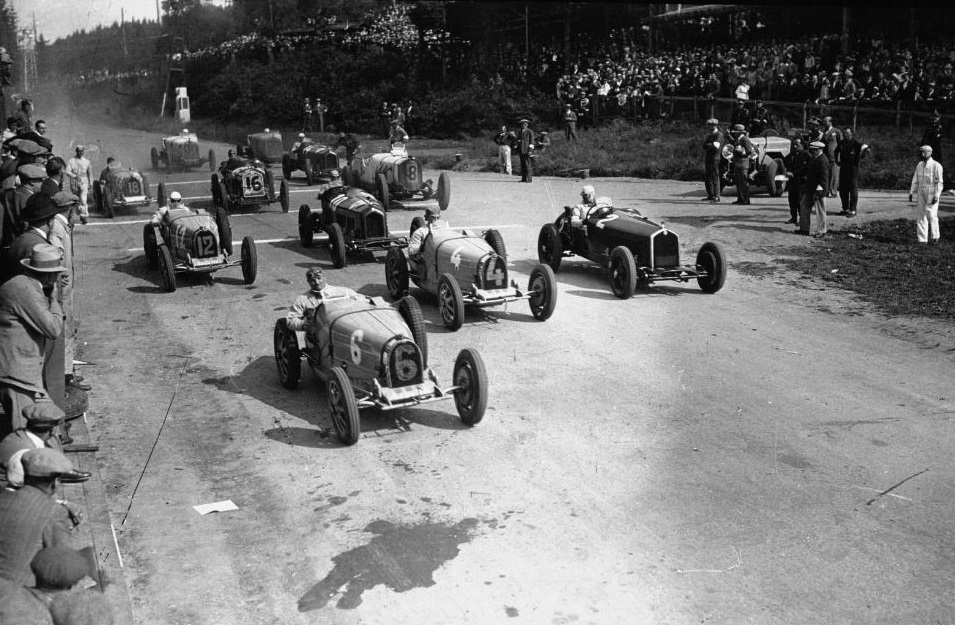
Départ du Grand Prix de Belgique 1931.

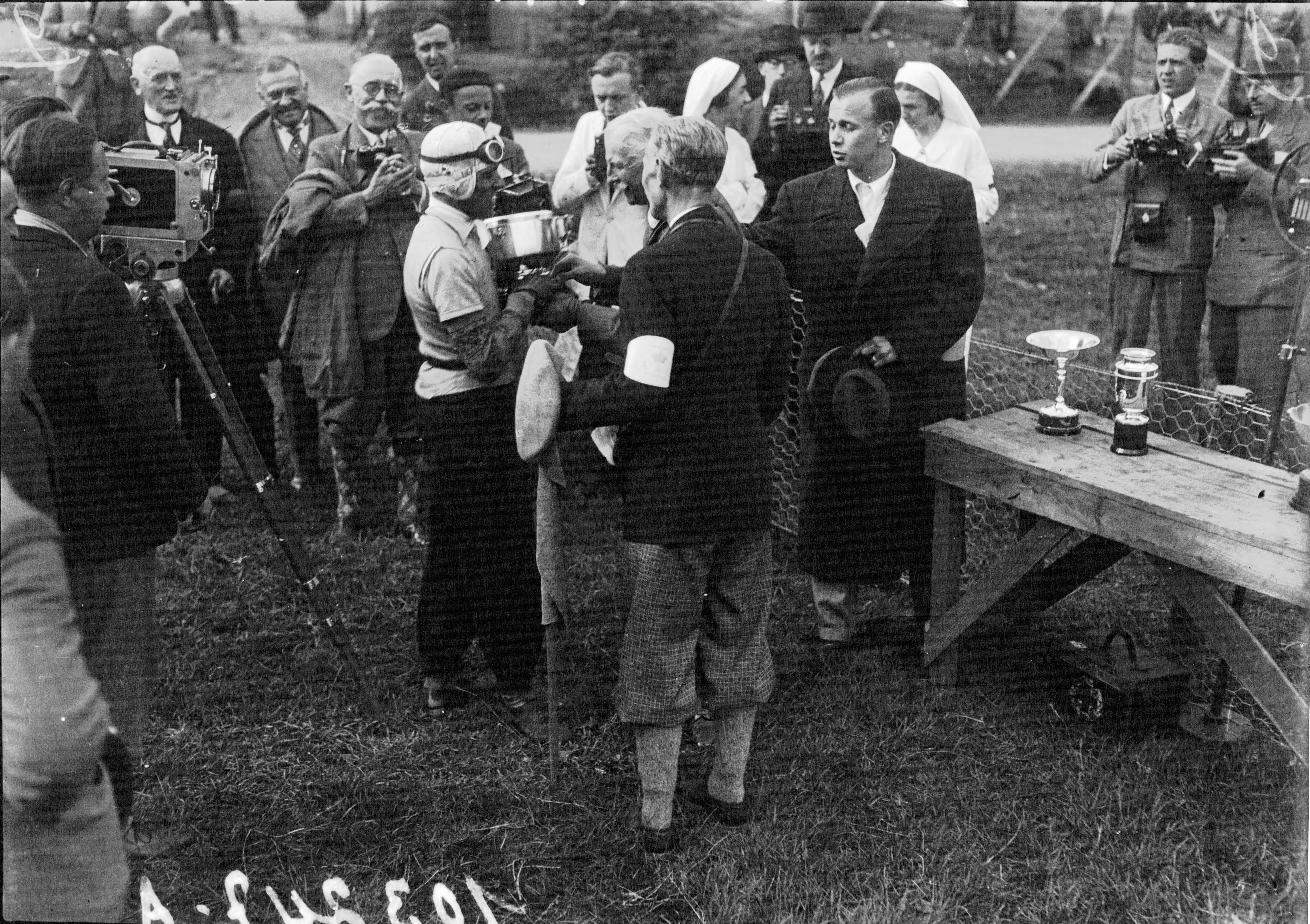
Nuvolari (1933).

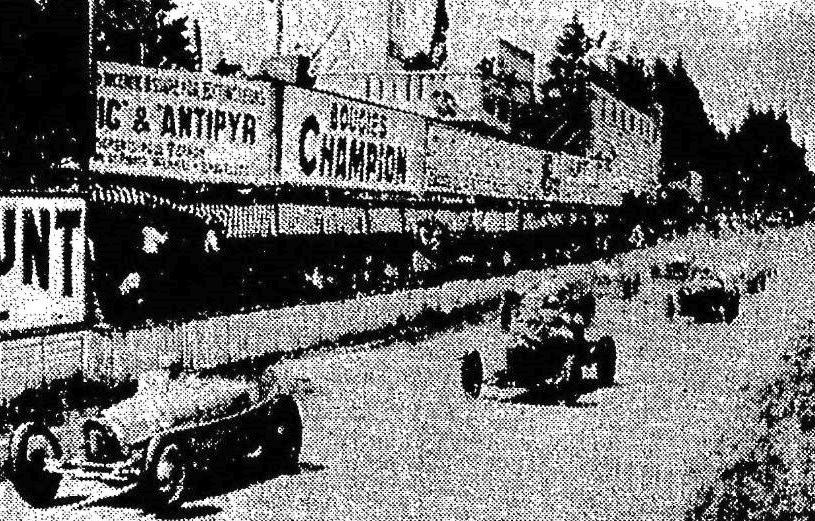
Départ du Grand Prix de Belgique 1935 (Wimille et Chiron en tête).

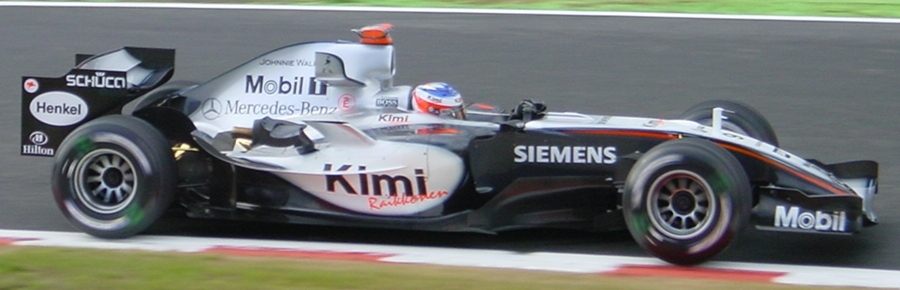
Kimi Räikkönen en 2005…

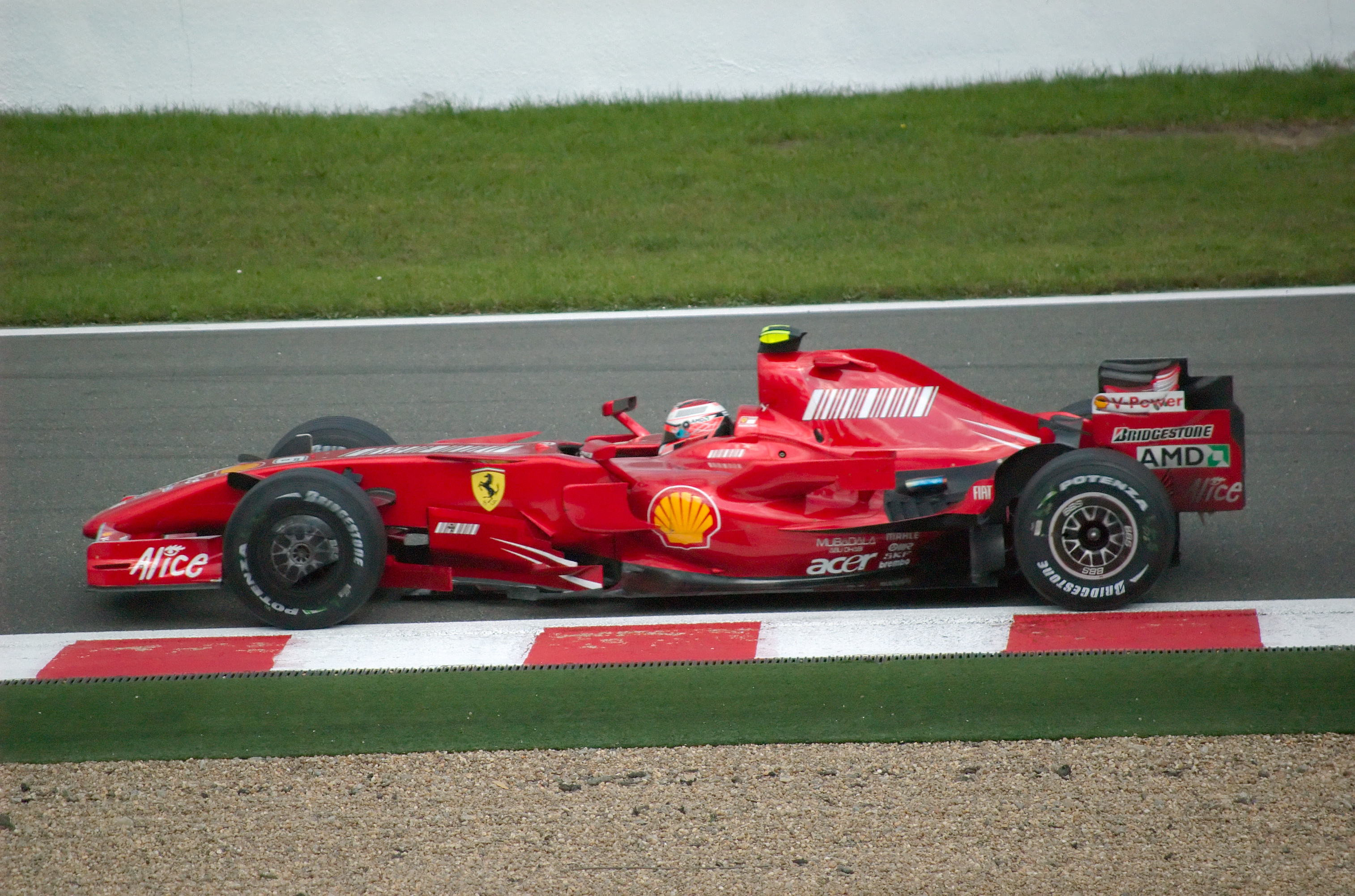
… et 2007…

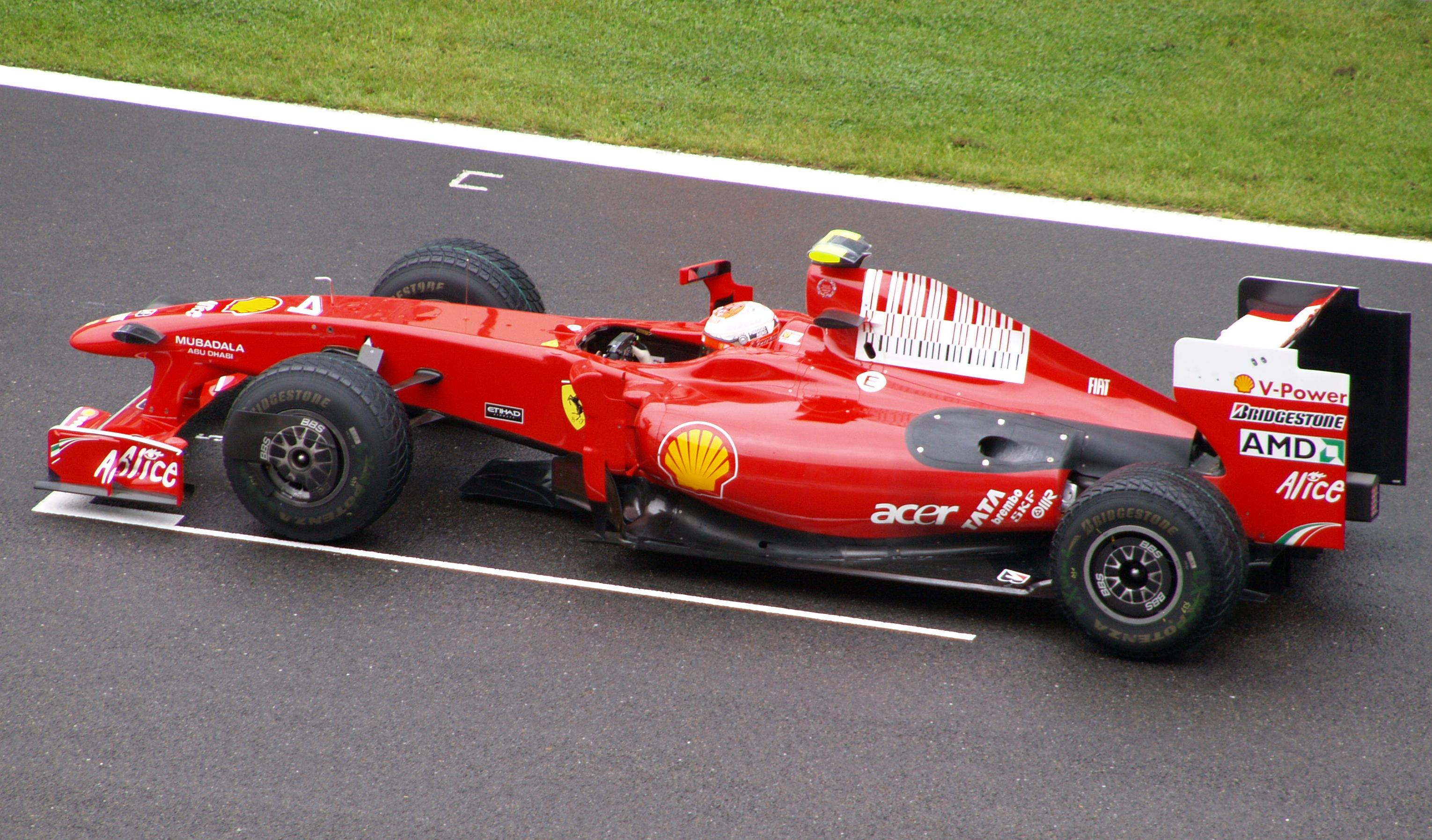
… puis quatrième victoire en 2009.

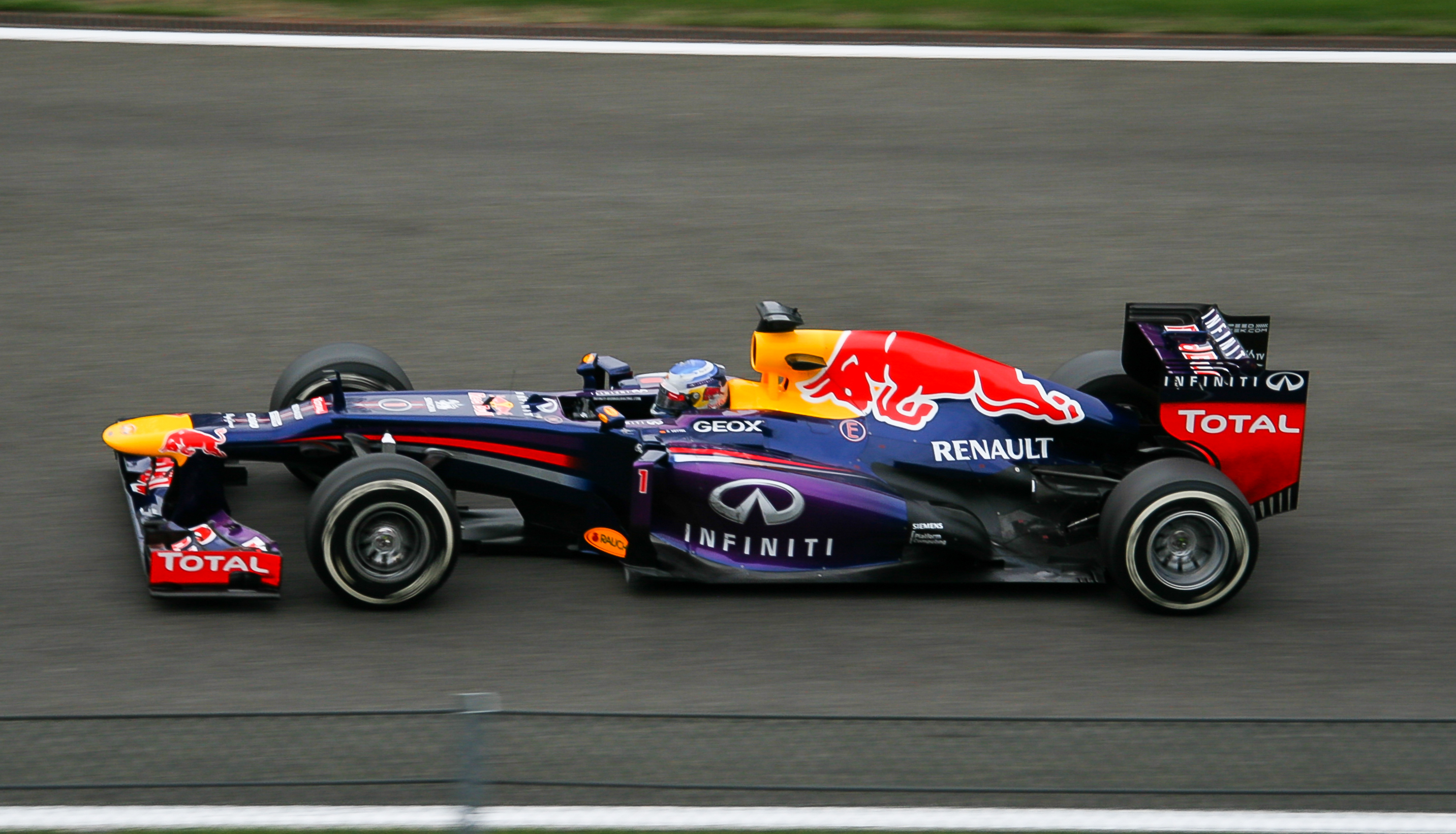
Deuxième victoire de Vettel en 2013.

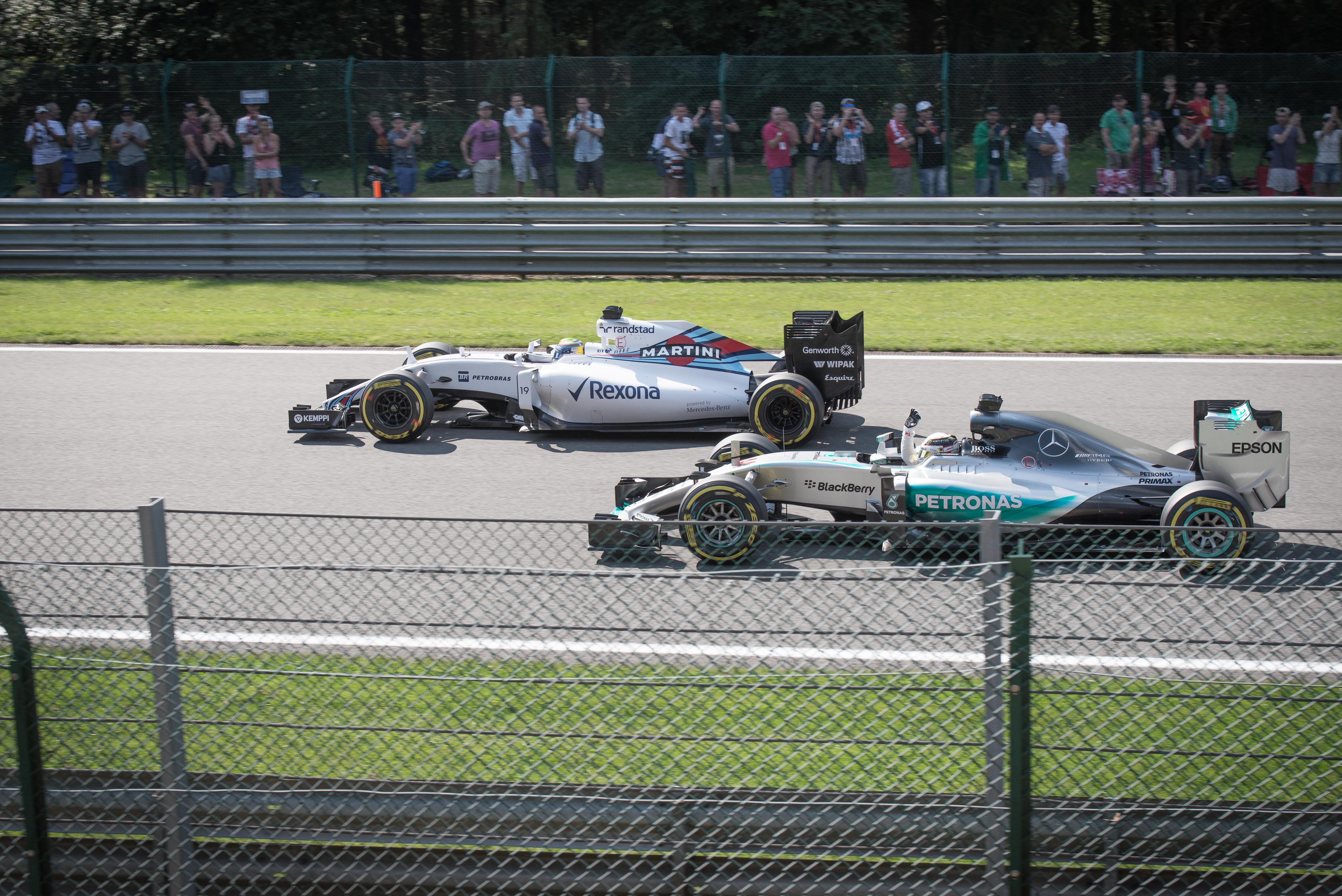
Hamilton en pole en 2015.

| Année     | Vainqueur                                     | Écurie              | Circuit           | Résultats |
| --------- | --------------------------------------------- | ------------------- | ----------------- | --------- |
| 1912      | René Croquet                                  | Th. Schneider       | Anseremme-Dinant  | Résultats |
| 1913      | Léon Derny dit "Durtal"                       | Springuel-Impéria   | Spa               | Résultats |
| 1914-1921 | Non couru                                     | Non couru           | Non couru         | Non couru |
| 1922      | Raymond de Tornaco                            | Impéria             | Spa-Francorchamps | Résultats |
| 1923-1924 | Non couru                                     | Non couru           | Non couru         | Non couru |
| 1925      | Antonio Ascari                                | Alfa Romeo          | Spa-Francorchamps | Résultats |
| 1926-1929 | Non couru                                     | Non couru           | Non couru         | Non couru |
| 1930      | Louis Chiron                                  | Bugatti             | Spa-Francorchamps | Résultats |
| 1931      | William Grover-Williams Carlo Alberto Conelli | Bugatti             | Spa-Francorchamps | Résultats |
| 1932      | Non couru                                     | Non couru           | Non couru         | Non couru |
| 1933      | Tazio Nuvolari                                | Maserati            | Spa-Francorchamps | Résultats |
| 1934      | René Dreyfus                                  | Bugatti             | Spa-Francorchamps | Résultats |
| 1935      | Rudolf Caracciola                             | Mercedes-Benz       | Spa-Francorchamps | Résultats |
| 1936      | Non couru                                     | Non couru           | Non couru         | Non couru |
| 1937      | Rudolf Hasse                                  | Auto Union          | Spa-Francorchamps | Résultats |
| 1938      | Non couru                                     | Non couru           | Non couru         | Non couru |
| 1939      | Hermann Lang                                  | Mercedes-Benz       | Spa-Francorchamps | Résultats |
| 1940-1945 | Non couru                                     | Non couru           | Non couru         | Non couru |
| 1946      | Eugène Chaboud                                | Delage              | Bois de la Cambre | Résultats |
| 1947      | Jean-Pierre Wimille                           | Alfa Romeo          | Spa-Francorchamps | Résultats |
| 1948      | Non couru                                     | Non couru           | Non couru         | Non couru |
| 1949      | Louis Rosier                                  | Talbot              | Spa-Francorchamps | Résultats |
| 1950      | Juan Manuel Fangio                            | Alfa Romeo          | Spa-Francorchamps | Résultats |
| 1951      | Giuseppe Farina                               | Alfa Romeo          | Spa-Francorchamps | Résultats |
| 1952      | Alberto Ascari                                | Ferrari             | Spa-Francorchamps | Résultats |
| 1953      | Alberto Ascari                                | Ferrari             | Spa-Francorchamps | Résultats |
| 1954      | Juan Manuel Fangio                            | Maserati            | Spa-Francorchamps | Résultats |
| 1955      | Juan Manuel Fangio                            | Mercedes            | Spa-Francorchamps | Résultats |
| 1956      | Peter Collins                                 | Ferrari             | Spa-Francorchamps | Résultats |
| 1957      | Non couru                                     | Non couru           | Non couru         | Non couru |
| 1958      | Tony Brooks                                   | Vanwall             | Spa-Francorchamps | Résultats |
| 1959      | Non couru                                     | Non couru           | Non couru         | Non couru |
| 1960      | Jack Brabham                                  | Cooper-Climax       | Spa-Francorchamps | Résultats |
| 1961      | Phil Hill                                     | Ferrari             | Spa-Francorchamps | Résultats |
| 1962      | Jim Clark                                     | Lotus-Climax        | Spa-Francorchamps | Résultats |
| 1963      | Jim Clark                                     | Lotus-Climax        | Spa-Francorchamps | Résultats |
| 1964      | Jim Clark                                     | Lotus-Climax        | Spa-Francorchamps | Résultats |
| 1965      | Jim Clark                                     | Lotus-Climax        | Spa-Francorchamps | Résultats |
| 1966      | John Surtees                                  | Ferrari             | Spa-Francorchamps | Résultats |
| 1967      | Dan Gurney                                    | Eagle-Weslake       | Spa-Francorchamps | Résultats |
| 1968      | Bruce McLaren                                 | McLaren-Ford        | Spa-Francorchamps | Résultats |
| 1969      | Annulé                                        | Annulé              | Annulé            | Annulé    |
| 1970      | Pedro Rodríguez                               | BRM                 | Spa-Francorchamps | Résultats |
| 1971      | Non couru                                     | Non couru           | Non couru         | Non couru |
| 1972      | Emerson Fittipaldi                            | Lotus-Ford          | Nivelles          | Résultats |
| 1973      | Jackie Stewart                                | Tyrrell-Ford        | Zolder            | Résultats |
| 1974      | Emerson Fittipaldi                            | McLaren-Ford        | Nivelles          | Résultats |
| 1975      | Niki Lauda                                    | Ferrari             | Zolder            | Résultats |
| 1976      | Niki Lauda                                    | Ferrari             | Zolder            | Résultats |
| 1977      | Gunnar Nilsson                                | Lotus-Ford          | Zolder            | Résultats |
| 1978      | Mario Andretti                                | Lotus-Ford          | Zolder            | Résultats |
| 1979      | Jody Scheckter                                | Ferrari             | Zolder            | Résultats |
| 1980      | Didier Pironi                                 | Ligier-Ford         | Zolder            | Résultats |
| 1981      | Carlos Reutemann                              | Williams-Ford       | Zolder            | Résultats |
| 1982      | John Watson                                   | McLaren-Ford        | Zolder            | Résultats |
| 1983      | Alain Prost                                   | Renault             | Spa-Francorchamps | Résultats |
| 1984      | Michele Alboreto                              | Ferrari             | Zolder            | Résultats |
| 1985      | Ayrton Senna                                  | Lotus-Renault       | Spa-Francorchamps | Résultats |
| 1986      | Nigel Mansell                                 | Williams-Honda      | Spa-Francorchamps | Résultats |
| 1987      | Alain Prost                                   | McLaren-TAG         | Spa-Francorchamps | Résultats |
| 1988      | Ayrton Senna                                  | McLaren-Honda       | Spa-Francorchamps | Résultats |
| 1989      | Ayrton Senna                                  | McLaren-Honda       | Spa-Francorchamps | Résultats |
| 1990      | Ayrton Senna                                  | McLaren-Honda       | Spa-Francorchamps | Résultats |
| 1991      | Ayrton Senna                                  | McLaren-Honda       | Spa-Francorchamps | Résultats |
| 1992      | Michael Schumacher                            | Benetton-Ford       | Spa-Francorchamps | Résultats |
| 1993      | Damon Hill                                    | Williams-Renault    | Spa-Francorchamps | Résultats |
| 1994      | Damon Hill                                    | Williams-Renault    | Spa-Francorchamps | Résultats |
| 1995      | Michael Schumacher                            | Benetton-Renault    | Spa-Francorchamps | Résultats |
| 1996      | Michael Schumacher                            | Ferrari             | Spa-Francorchamps | Résultats |
| 1997      | Michael Schumacher                            | Ferrari             | Spa-Francorchamps | Résultats |
| 1998      | Damon Hill                                    | Jordan-Mugen Honda  | Spa-Francorchamps | Résultats |
| 1999      | David Coulthard                               | McLaren-Mercedes    | Spa-Francorchamps | Résultats |
| 2000      | Mika Häkkinen                                 | McLaren-Mercedes    | Spa-Francorchamps | Résultats |
| 2001      | Michael Schumacher                            | Ferrari             | Spa-Francorchamps | Résultats |
| 2002      | Michael Schumacher                            | Ferrari             | Spa-Francorchamps | Résultats |
| 2003      | Non couru                                     | Non couru           | Non couru         | Non couru |
| 2004      | Kimi Räikkönen                                | McLaren-Mercedes    | Spa-Francorchamps | Résultats |
| 2005      | Kimi Räikkönen                                | McLaren-Mercedes    | Spa-Francorchamps | Résultats |
| 2006      | Annulé                                        | Annulé              | Annulé            | Annulé    |
| 2007      | Kimi Räikkönen                                | Ferrari             | Spa-Francorchamps | Résultats |
| 2008      | Felipe Massa                                  | Ferrari             | Spa-Francorchamps | Résultats |
| 2009      | Kimi Räikkönen                                | Ferrari             | Spa-Francorchamps | Résultats |
| 2010      | Lewis Hamilton                                | McLaren-Mercedes    | Spa-Francorchamps | Résultats |
| 2011      | Sebastian Vettel                              | Red Bull-Renault    | Spa-Francorchamps | Résultats |
| 2012      | Jenson Button                                 | McLaren-Mercedes    | Spa-Francorchamps | Résultats |
| 2013      | Sebastian Vettel                              | Red Bull-Renault    | Spa-Francorchamps | Résultats |
| 2014      | Daniel Ricciardo                              | Red Bull-Renault    | Spa-Francorchamps | Résultats |
| 2015      | Lewis Hamilton                                | Mercedes            | Spa-Francorchamps | Résultats |
| 2016      | Nico Rosberg                                  | Mercedes            | Spa-Francorchamps | Résultats |
| 2017      | Lewis Hamilton                                | Mercedes            | Spa-Francorchamps | Résultats |
| 2018      | Sebastian Vettel                              | Ferrari             | Spa-Francorchamps | Résultats |
| 2019      | Charles Leclerc                               | Ferrari             | Spa-Francorchamps | Résultats |
| 2020      | Lewis Hamilton                                | Mercedes            | Spa-Francorchamps | Résultats |
| 2021      | Max Verstappen                                | Red Bull-Honda      | Spa-Francorchamps | Résultats |
| 2022      | Max Verstappen                                | Red Bull            | Spa-Francorchamps | Résultats |
| 2023      | Max Verstappen                                | Red Bull-Honda RBPT | Spa-Francorchamps | Résultats |
| 2024      | Lewis Hamilton                                | Mercedes            | Spa-Francorchamps | Résultats |
| 2025      | Oscar Piastri                                 | McLaren-Mercedes    | Spa-Francorchamps | Résultats |

## Classement par nombre de victoires

### Par pilote
| Nombre de victoires | Pilote             | Années                                    |
| ------------------- | ------------------ | ----------------------------------------- |
| 6 victoires         | Michael Schumacher | - 1992 - 1995 - 1996 - 1997 - 2001 - 2002 |
| 5 victoires         | Ayrton Senna       | - 1985 - 1988 - 1989 - 1990 - 1991        |
| 5 victoires         | Lewis Hamilton     | - 2010 - 2015 - 2017 - 2020 - 2024        |
| 4 victoires         | Jim Clark          | - 1962 - 1963 - 1964 - 1965               |
| 4 victoires         | Kimi Räikkönen     | - 2004 - 2005 - 2007 - 2009               |
| 3 victoires         | Juan Manuel Fangio | - 1950 - 1954 - 1955                      |
| 3 victoires         | Damon Hill         | - 1993 - 1994 - 1998                      |
| 3 victoires         | Sebastian Vettel   | - 2011 - 2013 - 2018                      |
| 3 victoires         | Max Verstappen     | - 2021 - 2022 - 2023                      |
| 2 victoires         | Alberto Ascari     | - 1952 - 1953                             |
| 2 victoires         | Emerson Fittipaldi | - 1972 - 1974                             |
| 2 victoires         | Niki Lauda         | - 1975 - 1976                             |
| 2 victoires         | Alain Prost        | - 1983 - 1987                             |
| 1 victoires         | Jack Brabham       | - 1960                                    |
| 1 victoires         | Daniel Ricciardo   | - 2014                                    |
| 1 victoires         | Oscar Piastri      | - 2025                                    |

| Pos. | Nations     | Victoires |
| ---- | ----------- | --------- |
| 1er  | Royaume-Uni | 19.5      |
| 2e   | Allemagne   | 13        |
| 3e   | Italie      | 6.5       |
| 4e   | France      | 9         |
| 5e   | Brésil      | 8         |
| 6e   | Finlande    | 5         |
| 7e   | Argentine   | 4         |
| 8e   | Pays-Bas    | 3         |
| 8e   | Australie   | 3         |
| 9e   | Monaco      | 2         |

Note : Damon Hill a remporté le Grand Prix de Belgique 1994 à la suite de la disqualification de Michael Schumacher, arrivé premier mais dont la Benetton fut jugée non conforme au règlement technique après l'arrivée (usure excessive du patin en jabroc sous la voiture).

### Par constructeurs
| Nombre de victoires | Constructeurs | Années |
| ------------------- | ------------- | --- |
| 18                  | Ferrari       | - 1952 - 1953 - 1956 - 1961 - 1966 - 1975 - 1976 - 1979 - 1984 - 1996 - 1997 - 2001 - 2002 - 2007 - 2008 - 2009 - 2018 - 2019 |
| 14                  | McLaren       | - 1968 - 1974 - 1982 - 1987 - 1988 - 1989 - 1990 - 1991 - 1999 - 2000 - 2004 - 2005 - 2010 - 2012 - 2025                      |
| 8                   | Lotus         | - 1962 - 1963 - 1964 - 1965 - 1972 - 1977 - 1978 - 1985                                                                       |
| 7                   | Mercedes      | - 1935 - 1939 - 1955 - 2015 - 2016 - 2017 - 2020 - 2024                                                                       |
| 6                   | Red Bull      | - 2011 - 2013 - 2014 - 2021 - 2022 - 2023                                                                                     |
| 4                   | Alfa Romeo    | - 1925 - 1947 - 1950 - 1951                                                                                                   |
| 4                   | Williams      | - 1981 - 1986 - 1993 - 1994                                                                                                   |
| 3                   | Bugatti       | - 1930 - 1931 - 1934 |
| 2                   | Impéria       | - 1913 - 1922 |
| 2                   | Maserati      | - 1933 - 1954 |
| 2                   | Benetton      | - 1992 - 1995 |
| 1                   | Eagle         | - 1967 |
| 1                   | Jordan        | - 1998 |

| Pos. | Nations     | Victoires |
| ---- | ----------- | --------- |
| 1er  | Royaume-Uni | 33        |
| 2e   | Italie      | 24        |
| 3e   | France      | 8         |
| 3e   | Allemagne   | 8         |
| 5e   | Autriche    | 6         |
| 6e   | Australie   | 3         |
| 7e   | Belgique    | 2         |
| 8e   | États-Unis  | 1         |
| 8e   | Irlande     | 1         |